# Aghast View
Aghast View — бразильская электро-индастриал группа. Была основана в ноябре 1992 году шестью бразильцами.

## История
В 1992 году была записана демонстрационная кассета Burned Beyond Recognition из 8 композиций, на которой Aghast View продемонстрировали свою концепцию музицирования. Их музыка была тепло принята как в прессе, так и слушателями.
В 1993 году по личным мотивам уходят двое участников группы, и остаётся постоянный состав Aghast View: Guilherme Pires, Denis Rudge и братья Fabricio и Rodolfo Viscardi. Группа приобретает более профессиональное и современное оборудование и начинает работать над созданием новой, мощной и агрессивной музыки. Также группа работает над графическим оформлением и дизайном своих работ.
В 1994 году Aghast View записывает 13 композиций для своего дебютного альбома Nitrovisceral, вышедшем в сентябре 1994 года на немецком лейбле Subtronic/Cri Du Chat Records, а в других странах на лейблах Discordia и Audioglobe. Треки «Burst In Crossfire», «Retaliate», «Death Cage» и «Chemical Warfare» часто крутились многими диджеями и высоко поднялись в электронных чартах. В том же году выходит мини-альбом Chemical Storm, с тремя ремиксами песни «Chemical Warfare» и двумя полностью новыми треками.
Следующие пару лет группа работает над созданием следующего альбома Carcinopest. Лейбл Cri Du Chat расторгает контракт с Aghast View и группа переходит к Electro Death Trip Records. В 1997 году она записывает сингл Vapor Eyes, который содержал ремиксы на песни «Vaporise» и «Torrent Haze», а также полностью включил в себя миньон Chemical Storm. В том же 1997 году группа Aghast View расторгает контракт с EDT и переходит к Gashed!, где в 1999 году выходит альбом Carcinopest.
В 1999 году группа выпускает сборник ремиксов Truthead, вышедших ограниченным тиражом на двух дисках, на втором диске были редкие и демозаписи Aghast View, а также одна песня, ремикшированная сайд-проектом музыкантов — Biopsy. Подобный идею реализовала группа In Strict Confidence, в результате чего появился мини-альбом Industrial Love/Truthlike, с взаимными ремиксами обеих групп, также группы Wumpscut и Swamp Terrorists тоже выпускают ремиксы на композиции Aghast View.
Третий альбом группы Phaseknox, выпущенный в 2000 году, получился ещё более сильным и зрелым, чем предыдущие.
В 2002 году группа Aghast View выпускает альбом под названием Trendsetter. В следующем году вышел EP Drifter.

## Состав группы
- Guilherme Pires
- Denis Rudge
- Fabricio Viscardi
- Rodolfo Viscardi

## Дискография

### Альбомы
- 1994 — Nitrovisceral
- 1998 — Carcinopest
- 2000 — Phaseknox
- 2002 — Trendsetter

### EP
- 1996 — Chemical Storm
- 1997 — Vapor Eyes
- 1999 — Industrial Love / Truthlike
- 1999 — Truthead
- 2003 — Drifter

### Кассеты
- 1992 — Burned Beyond Recognition (демо)